# Full Metal Panic!
Full Metal Panic! (フルメタル・パニック!, Furumetaru Panikku!) (geralmente abreviado para FMP!), é uma série light novel de ficção científica escrita por Shouji Gatou e ilustradas por Shiki Douji. Os livros mesclam segmentos de ação mecha e comédia. Fora do Japão é mais conhecida por suas adaptações para anime e mangá.

## Enredo
Em um mundo alternativo onde a guerra fria não acabou e a tecnologia sofreu avanços significativos graças ao surgimento de uma misteriosa tecnologia, uma organização secreta, chamada Mithril, luta contra o terrorismo mundial, protegendo os "Whispered", pessoas que conhecem e experimentam visões onde lhes são mostradas tecnologias acima do nosso tempo, conhecidas como Black Tecnology, dando assim, poder para quem conseguir obter as informações de dentro de suas cabeças tendo acesso a Black Tecnology. Entre os resultados dessa tecnologia esta a criação de robôs de batalha conhecidos como Arm Slaves que são as principais armas de guerra no mundo.
Liderados pela capitã Teletha Tessa Testarossa, o sargento Sousuke Sagara, junto com dois de seus camaradas, são comissionados a infiltrar-se na escola de Kaname Chidori afim de protegê-la das ameaças terroristas. No decorrer da trama, a organização Amalgam liderada por Leornard Testarossa

## Mithril
A Mithril é uma organização militar autônoma, ou seja, não ligada a qualquer governo mundial que o tem o objetivo de "proteger" o mundo contra organizações terroristas. A sua base principal é localizada na Ilha Melida, no Pacífico Sul. A Mithril possui armamentos e equipamentos militares 10 anos mais avançados do que os dos Estados Unidos e usa esse equipamento para intervir em qualquer combate envolvendo organizações terroristas no mundo. Dentro da Mithril existem vários setores como o Departamento de Operações (que luta no front) e o Departamento de Informações (que cuida de assuntos burocráticos e estratégicos) e estes também são sub divididos por regiões do planeta. A sede da Mithril é em Sydney na Austrália, embora o enredo foque a Ilha Melida, base do Departamento de Operações do Pacifico, do qual os personagens principais fazem parte. Na história, a Mithril é associada ao super-submarino "Thuata De Danaan" (Filho de Danaan) (TDD-1) e a sua comandante é a Capitã Teletha "Tessa" Testarossa, uma Whispered. Dentro do Thuata de Danaan, há o "Special Reaction Team" (SRT) que é composto pelos soldados de elite da Mithril. Cada soldado desse grupo é denominado de "Urzu" onde Urzu-1 é o comandante da tropa e Urzu-2 é o subcomandante.

## Adaptações

### Light novels
A série de light novels foram escritas por Shouji Gatou e ilustradas por Shiki Douji. Foram publicadas pela Fujimi Shoubo (na época subsidiária da Kadokawa Shoten) em sua revista mensal Gekkan Dragon Magazine desde 9 de setembro de 1998, sob o selo "Fujimi Fantasia Bunko". Gatoh frequentemente entrava em pausa na publicação dos capítulos das novels, o que levava a atrasos na publicação dos volumes. A série foca na chegada do Sargento Sousuke Sagara ao Jindai High School, onde ele é designado para a proteção da estudante Kaname Chidori, enquanto age como um estudante.

### Mangá
Ao contrário de muitas séries, o mangá de Full Metal Panic! foi feito depois da série de tv (onde a mesma foi inspirada nas Light Novel). O mangá foi publicado primeiramente na revista Monthly Comic Dragon e depois publicado em volumes pela editora Kadokawa Shoten, com desenhos de Retsu Tateo e história de Shouji Gatou (criador da série). Esse mangá é composto de 19 volumes (tankohon) e foram publicados no Brasil 9 volumes pela Panini Comics.

### Anime
Full Metal Panic!
A primeira temporada do anime foi feita pelo Estúdio Gonzo, estreou em 2002 e é composta de 24 episódios no total. Ela mostra todo o começo da história. Desde o recebimento da missão de proteção para Sousuke Sagara, passando por várias missões militares em vários países (alguns com seus nomes alterados). Full Metal Panic! estava programado para ser exibido no final do ano de 2001, mas devido aos atentados terroristas de 11 de setembro o anime foi adiado devido a algumas situações presentes no anime que poderiam ter alguma associação aos atentados. O anime estreou então em janeiro de 2002 no canal japonês WOWOW.
Full Metal Panic? Fumoffu!
Full Metal Panic? Fumoffu foi ao ar em 2003 e ao contrário da primeira temporada, foi produzida pela Kyoto Animation tendo essa dublagem em português brasileiro. Essa temporada é uma história paralela da primeira temporada, embora os últimos episódios contém fatos que ocorreram entre a primeira temporada e o TSR. Nessa temporada são introduzidos novos personagens que só existem nas Light Novel e que não foram mostrados na primeira temporada do anime. Ela também é uma temporada onde a comédia predomina quase 100%, não tendo nenhuma batalha como na primeira temporada pois é ambientada em sua grande parte do Colégio Jindai, onde Chidori e Sousuke estudam. Essa temporada tem 15 episódios e mais 2 episódios especiais que, segundo a ordem cronológica da série, acontecem paralelamente entre os episódios 1 e 2 da série.
Full Metal Panic, The Second Raid
Full Metal Panic: The Second Raid foi ao ar em 2005 e assim como Fumoffu foi produzida pela Kyoto Animation. Os acontecimentos de The Second Raid se iniciam 2 meses após a última batalha da primeira temporada (Full Metal Panic). Com uma qualidade de animação ainda mais superior que as 2 temporadas, teve 13 episódios. Nessa temporada, a comédia é deixada um pouco de lado, ainda existindo em diversas situações, mas o foco é concentrado nas batalhas da Mithril. Nessa temporada são explicadas mais coisas sobre os Whispereds e também é nela que é identificada a organização secreta por trás de vários acontecimentos no mundo.
Essa temporada tem um OVA produzido em 2006 onde a capitã do Thuata de Danaan "Tessa" Testarossa é a personagem principal e nele é mostrado um dia de folga da capitão na base da Mithril.
Full Metal Panic! Invisible Victory
Full Metal Panic IV ou Full Metal Panic: Invisiblie Victory foi ao ar em abril de 2018, produzida desta vez pelo estúdio Xebec. Após 13 anos desde a última temporada, esta nova parte da série aborda uma poderosa crise que se abate sobre a organização Mithril levando a sua aparente obliteração pela organização Amalgam, também responsável pelos problemas presentes em TSR. Se diferencia bastante das anteriores por quase completa ausência de comédia, sendo prevalecente a ação, o tom sério e dramático em seus 12 episódios.

## Trilha sonora

#### Full Metal Panic!

##### Abertura
- "Tomorrow" - Mikuni Shimokawa

#### Encerramento
- "Karenai Hana" - Mikuni Shimokawa

#### Full Metal Panic? Fumoffu!

##### Abertura
- "Sore Ga Ai Deshou" - Mikuni Shimokawa

##### Encerramento
- "Kimi ni Fuku Kaze" - Mikuni Shimokawa

#### Full Metal Panic - The Second Raid

##### Abertura
- "Minami Kaze" - Mikuni Shimokawa

##### Encerramento
- "Mouichido Kimi ni Aitai" - Mikuni Shimokawa

#### Full Metal Panic IV

##### Abertura
- "Even... if" - Tamaru Yamada (Versão em Japonês 1-4, Em inglês 5-12)

##### Encerramento
- "Yes" - Tamaru Yamada (Versão em Japonês 1-4, Em inglês 5-11)
- "Remained Dream" - MinorI Chihara
- "Tomorrow" - Mikuni Shimokawa (Episódio 12)